# Vic-sur-Cère
Vic-sur-Cère là một xã ở tỉnh Cantal, thuộc vùng Auvergne-Rhône-Alpes ở miền trung nước Pháp.

## Dân số

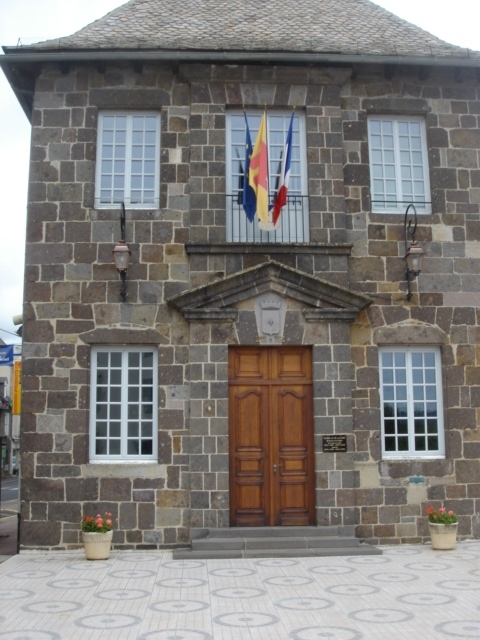
La Mairie pavoisée aux armes d'Auvergne

| Năm | 1962 | 1968 | 1975 | 1982 | 1990 | 1999 | 2006 |
| --- | ---- | ---- | ---- | ---- | ---- | ---- | ---- |
| Dân số | 1721 | 1782 | 1963 | 2066 | 1968 | 1890 | 2002 |
| From the year 1962 on: No double counting—residents of multiple communes (e.g. students and military personnel) are counted only once. 2006: Provisional population (annual survey). |      |      |      |      |      |      |      |

### Bibliographie
- Le Vic-sur-Cère (tổng), Jean-Marc Daudans, 1997.
- La Vallée de la Cère et le Carladès vicois, 1987, Chanoine Edouard Joubert, ancien curé de Vic, 334 p., éditions Malroux-Demazel, Aurillac.
- La municipalité de Vic-sur-Cère (1870-1914), J. Halter, mémoire de maîtrise, Université de Clermont-Ferrand, 1977.
- Contribution à l'étude climatologique et hydrologique du bassin de Vic-sur-Cère, Henri Joubard.
- Un coin ignoré du Cantal: Vic-sur-Cère et ses envitons, Guide historique avec une carte. Vicomte (Bernard) de Miramon-Fargues, 1899, Paris, Alphonse Picard, 111 p. (réédition 1991).
- Un petit bout de Campagne: Vic-sur-Cère Henri L. Lavit, 2007